# Île Rogue
Rogue est une île des Bermudes. 